# Huttonina angustipennis
Huttonina angustipennis är en tvåvingeart som beskrevs av Tonnoir och Malloch 1928. Huttonina angustipennis ingår i släktet Huttonina och familjen Huttoninidae. Inga underarter finns listade i Catalogue of Life.